# Trichogonia hirtiflora
Trichogonia hirtiflora là một loài thực vật có hoa trong họ Cúc. Loài này được (DC.) Sch.Bip. ex Baker miêu tả khoa học đầu tiên năm 1876.